# Muzio Clementi
Muzio Clementi (n. 23 ianuarie 1752, Roma, Statele Papale – d. 10 martie 1832, Evesham, Anglia, Regatul Unit al Marii Britanii și Irlandei) a fost un compozitor italian. Chiar și astăzi lucrările muzicale pentru pian ale lui Muzio Clementi sunt cunoscute fiecărui student de pian serios. Pentru pianistul începător, Sonatinele Opus 36 sunt precursori esențiali pentru piese mai solicitante tehnic, cum ar fi sonatele clasice ale lui Haydn, Mozart și Beethoven, la fel ca și propriile sonate minunat alcătuite de Muzio. Influența lui Clementi în calitate de compozitor este cel mai puternic evidențiată în lucrările pentru clape ale lui Haydn și în special în Sonatele timpurii pentru pian ale lui Beethoven, care a fost un puternic admirator al lui Muzio Clementi. Acesta este numit in mod curent tatăl muzicii moderne pentru pian, dar acest nume ar trebui împarțit în mod egal între Clementi si C.P.E. Bach, un compozitor a cărui operă Clementi a studiat-o cu multă grijă și a cărui operă a influențat în mare măsură stilul propriu al lui Clementi.

## Biografie
Muzio Clementi s-a născut în Roma, Italia, în 1752 fiind cel mai mare dintre cei șapte copii ai lui Silvio Clementi, un argintar de succes și Magdalena Kaiser. Nicolo a descoperit talentul muzical al fiului său cînd acesta era încă foarte tânăr. Când a împlinit 7 ani, Clementi a început educația sa muzicală. A fost un elev atât de bun încât până la vârsta de 13 ani a primit funcția de organist la biserică.
În 1766, un englez bogat numit Sir Peter Beckford (1740-1811) a fost impresionat de telentul muzical al lui Clementi și a aranjat cu tatăl băiatului să-l ia de la familia lui și să-l ducă în Anglia, unde Beckford a fost de acord să-i sponsorizeze educația muzicală. În schimb pentru educație și găzduire, Clementi trebuia să cânte pentru sponsorul său, în acest sens Beckford a semnat un contract cu tatăl muzicianului, în care se angaja să-i facă acestuia plăți semestriale până când băiatul va atinge vârsta de 21 de ani. Beckford a luat tânărul compozitor la moșia sa de la țară din Steepleton Iwerne, situată la nord de Blandford Forum în Dorset. Aici a petrecut Clementi următorii șapte ani în studii solitare și practică la harpă. Compozițiile sale cunoscute din perioada anilor petrecuți la Roma și în Dorset, scrise înainte de vârsta de 22 de ani, sunt puține: un oratoriu și posibil o slujbă, nici una dintre acestea nu a supravițuit, și șase sonate pentru clape. Totuși, Clementi a primit o educație excelentă atât în domeniul muzical cât și academic în timpul șederii sale la Beckford.
În 1770 Clementi a avut prima prezentare ca pianist. Audiența sa a fost captivată de felul în care a cântat și acesta a fost începutul unei cariere înfloritoare ca pianist de concert. După câte se cunoaște, în 1774 Celemnti a fost eliberat de obligațiile sale către Peter Beckford și s-a mutat la Londra. Primele sale apariții publice cunoscute au fost solo, cântând la harpă la concerte de binefacere până în primăvara anului 1775.  În următorii patru ani, participarea sa în viața de concerte a Londrei a fost destul de rară deoarece a fost „dirijor” (de la clape) la „The King’s Theatre“, Haymarket pentru o parte din această perioadă. Numele lui a fost văzut în programele de concerte cu o frecvență crescătoare în 1779 și 1780, acest fapt datorându-se fără îndoială popularității Sonatelor sale Opus 2, prima oară publicate de Welcker înprimăvara anului 1779. Clementi a fost norocos pentru că faima sa ca pianist a crescut rapid și a fost considerat de mulți ca făcând parte dintre cei mai mari virtuoși din Europa. 
Celebritatea sa a crescut în așa măsură încât în 1780 s-a simțit pregătit să-și încerce norocul pe continent. Oprindu-se pentru prima oară la Paris, a mers apoi la Viena și la faimoasa sa confruntare cu Wolfgang Amadeus Mozart. Împăratul Josef II i-a cerut să intre într-o competiție muzicală cu Mozart la data de 24 decembrie 1781, pentru el și pentru oaspeții împăratului, marele duce (mai târziu țarul Paul I) și marea ducesă de Rusia. Ambii muzicieni Mozart și Clementi au lăsat mărturii ale evenimentului (cu toate că cea a lui Clementi a supraviețuit numai prin elevul său Ludwig Berger), ambele fiind în concordanță: cei doi muzicieni au fost chemați să improvizeze și să interpreteze selecții din compozițiile proprii. La cererea marii ducese, ei au cântat la prima vedere câteva sonate de Paisiello. Nu se cunoaște ce anume a cântat Mozart din operele sale, însă Clementi a identificat mai târziu două dintre compozițiile sale cântate atunci, Toccata Op.11, și Sonata in si bemol major, Op.24, No.2.
Pe 12 ianuarie 1782, Mozart scria tatălui său: “Clementi cântă bine, atât cât se poate cânta cu mâna dreaptă. Cea mai mare putere a sa stă în pasajele sale în treimi. În afară de aceasta, nu are nici o urmă de gust sau simțire – pe scurt este un cântăreț mecanic.” Într-o altă scrisoare câteva luni de zile mai târziu, opinia lui Mozart a fost și mai critică, acesta scriind: “Clementi este un șarlatan, ca toți italienii”. Sentimente ca acesta, devenite publice în ultimii ani ai lui Clementi, au devenit o parte permanentă a mediului său. Impresiile lui Clementi despre interpretarea lui Mozart nu au fost pline de nimic decât de laude pentru colegul lui. După spusele lui Berger, Clementi iși amintea:”Până atunci nu am auzit pe nimeni cântând cu atâta spirit și grație. Am fost în special copleșit  de un adagio și de numeroase variații extempore, pentru care împăratul a ales tema și pe care a trebuit să le interpretăm altenativ”. Atât de mare a fost abilitatea ambilor muzicieni încât împăratul a fost nevoit să declare egalitate în întrecerea muzicală.
Aprecierile lui Mozart, foarte lipsite de generozitate și posibil invidioase, asupra interpretării lui Clementi rămân ca o atestare a capacităților lui Clementi ca virtuoz și compozitor și este de necontestat faptul că tema principală din Sonata în sol bemol major a lui Clementi a capturat imaginația lui Mozart, deoarece zece ani mai târziu acesta a folosit-o el însuși în uvertura la Die Zauberflöte. Acest lucru l-a ambiționat într-atâta pe Clementi încât de fiecare dată când această piesă a fost publicată, compozitorul s-a asigurat că ediția include o notă care să spună că Sonata lui a fost scrisă 10 ani înainte ca Mozart să scrie primele note la opera lui. 
În 1784 Clementi s-a întors pe continent și a fugit cu o fată de 18 ani pe care o întâlnise în călătoriile sale anterioare, fiica unui prosper om de afaceri din Lyon. Tatăl înfuriat a urmărit cuplul și cu ajutorul autorităților si-a recuperat în scurt timp fata. Cu inima zdrobită, Clementi s-a retras la Berna, unde s-a consolat lucrând matematici. O scrisoare către tatăl lui din Berna arată că în August 1784 Clementi era încă acolo. Este posibil sa fi făcut în acest timp și o vizită familiei sale în Roma, însă până în mai 1785 el era înapoi la Londra unde avea să rămână încă mulți ani. În timpul acestor ani de călătorii si frământare (1780-85) Clementi a scris 26 de sonate noi (Opp. 5–13) si variate alte compoziții pentru clape. Unele dintre cele mai renumite opere ale sale datează din această perioadă.
Faptul că a fost respins de către comerciantul francez i-a arătat clar că meseria de virtuoz ambulant nu arăta tocmai respectabil astfel că și-a ridicat ambițiile. Sonatele Opus 13, pe care le compune în acest timp, sunt mult mai puțin înflăcărate, au mai multă noblețe melodică și coerență internă decât precedentele. Acesta a fost și momentul când a început să scrie simfonii, care au devenit rapid cel mai prestigios gen de compoziție muzicală. În 1786 patru noi simfonii ale lui Clementi (sau părți ale acestora) au fost prezentate în Londra. Dintre acestea mai avem doar două, scurtele simfonii in Opus 18 care au fost publicate în 1787. Acestea rămân singurele lucrări orchestrale pe care Clementi le-a permis pentru publicare vreodată.
Pe lângă ridicarea ambițiilor sale muzicale, Clementi încearcă acum o îmbunătățire a sa intrând în afaceri. El a devenit cel mai căutat și cel mai scump profesor de pian din Londra și cu averea în creștere, a investit puternic în publicarea de muzică și în construcția de piane, două activități care i-au absorbit din ce în ce mai mult timpul și atenția. Înclinația lui Clementi spre muzica orchestrală a fost influențată de asemenea de Haydn, prin cele două vizite pe care acesta le-a făcut la Londra. În anul 1780 Simfoniile lui Clementi au fost cântate frecvent, însă sosirea lui Haydn în 1791 l-a plasat dintr-o dată pe Haydn într-o întrecere de popularitate pe care nu o putea câștiga. Când Haydn s-a întors la Viena, în 1793, cererea pentru muzica lui Clementi creștea din nou. 
Caracterul lui Clementi a fost unul care nu avea loc de invidie pentru cei a căror faimă o depășea pe a lui și el a menținut relații cordiale cu Haydn care a vizitat casa de la țară a lui Clementi din Evesham, Worcestershire. Clementi i-a dăruit chiar lui Haydn o bucată de coajă de nucă de cocos îmbrăcată în argint ca o amintire a vizitei sale în Anglia. Totuși, în anumite privințe, Haydn era o prezență iritantă pentru Clementi. Totuși el a acționat concomitent și ca o inspirație și provocare, deoarece Clementi a continuat să scrie simfonii, inspirat fără dubii de influența lui Haydn. În timpul primilor ani ai noului secol (și în special după ce a devenit familiar cu Beethoven și muzica lui), Clementi a compus cele mai bune lucrări simfonice, care au supraviețuit. Între 1816 și 1824, un lung șir de cronici în cea mai mare parte favorabile au urmărit simfoniile sale în Londra, Paris, Munchen si Leipzig. Cu toate acestea aceste ultime simfonii au rămas nepublicate și păzite cu strășnicie de compozitor. Faptul că aceste simfonii au rămas necunoscute și necântate pentru un timp lung și chiar faptul că numărul lor exact și datele exacte ale compunerii lor nu sunt clare, este ironic, deoarece Clementi și-a pus cele mai mari speranțe pentru faimă postumă tocmai în acestea.
O explicație posibilă a faptului ca aceste opere târzii nu au fost publicate în timpul vieții lui Clementi este aceea că el le-a revizuit și modificat permanent. În primele sale zile de compozitor, elanul tineresc l-a împins să publice imediat aproape orice a compus. Mai târziu, ca un efect secundar al reorientării sale, Clementi a devenit mult mai precaut în privința calității operei pe care o dădea spre publicare. Clementi a trecut dintr-o extremă în alta  și a devenit un cenzor impulsiv al compozițiilor cărora le-a dat o importanță deosebită. El a purtat cu el permanent notele chiar în lungile călătorii promoționale și acestea erau cu el când a murit.
Clementi era solicitat foarte mult și ca profesor de pian. Dintre elevii lui făceau parte mulți membri ai unor familii eminente din Londra care își permiteau să plătească taxa de o guinee pe lecție. El a dobândit de asemenea faimă ca profesor pentru studenți „profesioniști”. Printre aceștia au fost J.B. Cramer, organistul Arthur Thomas Corfe, violonistul și pianistul Benjamin Blake, Theresa Jansen, Benoit-Auguste Bertini, și John Field. Averea relativ mică pe care a strâns-o în timpul anului 1790 a investit-o treptat în publicarea muzicii și fabricarea de instrumente. După ce a suferit pierderi din cauza falimentului lui Longman & Broderip în 1798, a folosit ocazia pentru a stabili o nouă companie, Longman, Clementi & Co. Suferind mici schimbări de nume făcute pentru a reflecta venirea sau plecarea ocazională a diferiți parteneri, această companie a continuat să funcționeze până la retragerea lui Clementi în 1830.
Cu toate că preocupările sale comerciale i-au lăsat mai puțin timp pentru compoziție, el a produs un considerabil volum de muzică în timpul lungii sale șederi în Londra. Printre noile publicații au fost aproximativ 56 de sonate și sonatine pentru clape, multe dintre acestea fiind pentru patru mâini sau două piane, un număr de variațiuni, capricii și alte lucrări scurte pentru clape, două simfonii și prestigioasa Introducere în arta cântatului pe Piano Forte (1801). Totuși, multe compoziții din această perioadă, inclusiv multe dintre simfoniile cântate în concertele din Londra, au fost pierdute. Soarta acestor manuscrise este o istorie obscură și controversată. Un zvon vechi spune că au fost distruse de Clementi însuși. Cu toate acestea în 1921 muzicologul Georges de Saint-Foix a anunțat că prin combinarea de bucăți de manuscris găsite în două mari colecții Clementi, una de la “British Museum” și una în Librăria Congresului a reconstruit patru simfonii, o uvertură și un menuet. Un servitor al nepotului compozitorului, care a ajuns în posesia manuscrisului, a ajuns să arunce multe părți din acesta din greșeală. Însă mare parte  din muzică a rămas intactă, deși divizată între cele două colecții.
În 1935, compozitorul Alfredo Casella a reconstruit cu succes două dintre simfonii și le-a dirijat în Italia cu un deosebit succes. Au avut loc de asemenea prezentări ale lor în Statele Unite, cântate de Orchestra Simfonică din Boston, iar în 1938 cele două simfonii descoperite de Casella au fost publicate. În 1969 muzicologul și  pianistul Pietro Spada a început să lucreze cu manuscrisele din Londra și Washington. El a descoperit legături între diferite segmente pe care Casella le-a omis. Până în 1978 Spada a publicat 4 simfonii mari care aparent datează din perioada 1810-1824, două așa-numite „Uverturi” care au fost scrise cu intenția de deschidere a simfoniilor și un „Minueto Pastorale”, pe manuscrisul căruia Clementi a scris „a fi scurtată pentru o altă simfonie in D” . Ediții moderne ale Simfoniilor Op.18 și a unui Concert pentru Pian pe care Clementi le-a transformat mai târziu in Sonata au apărut câțiva ani mai devreme, astfel că publicarea operei orchestrale a lui Clementi care a supraviețuit timpului este acum completă.
Cele mai importante dintre aceste opere sunt cele patru mari simfonii editate de Spada. Acestea sunt opere care atrag imediat, generoase și  încălzite de inimă, totuși făra urme de sentiment. Fiecare durează aproxiativ o jumătate de oră – de două ori lungimea simfoniilor Op.18 – și fiecare este concepută pentru o orchestră somptuoasă care include trei tromboane. Așa cum era și de așteptat o mare influență a stilului lui Haydn se simte în aceste opere. 
De multe ori Clementi a introdus câte un acord dramatic  care în stilul Haydn ar fi semnalat deschiderea unei arii armonice complet noi, însă Clementi a folosit acest acord pur și simplu ca un efect local și nu ca o parte funcțională a progresiei armonice. Principalul mod al lui Clementi de prelungire și relaxare a formelor clasice a fost de a furniza momente subite de calm sau chiar de stagnare. Aceste misterioase „puncte liniștite”, care au apărut pentru prima oară în simfoniile Op.18 sunt prezente peste tot în cele patru ultime opere. Acestea sunt destul de diferite de stilul lui Haydn în care el creează momente de surpriză și încântare fără a pierde legătura cu formele de dedesubt. 
În 1810 Clementi  a renunțat la concerte pentru a devota tot timpul său pentru compoziție și pentru construcția de piane. El a petrecut ultimii săi ani lipsiți de evenimente în Evesham, unde a murit la data de 10 martie 1832. El a fost înmormântat la Westminster Abbey. Pe parcursul vieții lui Clementi a fost căsătorit, văduv și recăsătorit de trei ori. 
În anul 1807, la Viena, Clementi a purtat negocieri deosebit de minuțioase cu Ludwig van Beethoven care s-au concretizat în faptul că el a devenit principalul publicist al compozitorului în Anglia; pe data de 21 iunie 1824 Clementi a asistat la debutul lui Franz Liszt. Așa s-a desfășurat lunga sa carieră. În cea mai mare parte a vieții sale Clementi a fost la fel de faimos ca Mozart, reputația sa fiind întrecută numai de cea a lui Haydn sau Beethoven, ambii aceștia  fiind nu numai un izvor de influențe pentru Clementi dar fiind și ei la rândul lor influențați de către Clementi. Pe lângă acestea Clementi nu a fost numai unul dintre primii virtuoși ai clapelor și unul dintre primii profesori ai vremii lui ci el a și condus cu succes o casă  de publicații care producea de asemenea și piane.
În timpul vieții sale Clementi a strâns o avere mare datorită faptului că e fost deosebit de cumpătat.  El a păzit fiecare bănuț și mulți oameni l-au considerat ca fiind lacom. De exemplu, un vizitator la Moscova își amintește că i-a văzut pe Clementi și pe elevul acestuia, John Field, spălându-și rufele în cameră. Clementi s-a explicat față de vizitator prin faptul ca prețul pentru spălarea lenjeriei în Moscova este uriaș și în afară de asta spălătoria i-ar face mai mult distrugeri la haine decât le-ar curăța. John Field nu a vorbit niciodată rău despre profesorul lui, dar a rămas în Rusia la încheierea turneului în semn de încheiere a uceniciei sale pe lângă mai vârstnicul compozitor.
Clementi a compus aproape o sută zece sonate pentru pian, care sunt încă interpretate și în zilele noastre și multe dintre acestea constituie selecții favorite în carțile avansate de literatură pentru pian. Clementi a publicat și un număr de lucrări pedagogice, între care “Introducere în Arta Interpretării la Piano Forte” și cele trei volume ale lucrării “Gradus ad Parnassum “ sunt cel mai bine cunoscute. Totuși Sonatele lui Clementi rămân cele mai mărețe realizări ale acestuia și acestea sunt de multe ori mai dificil de interpretat decât cele ale lui W.A.Mozart.
În plus față de muzica sa solo pentru pian, Clementi a compus la fel de bine și în alte genuri, inclusiv ultimele sale Simfonii care treptat sunt acceptate de către muzicologi ca opere mărețe. Clementi a mai compus și mai multe lucrări vocale și de cameră, dar acestea au dispărut din interpretarea curentă de la moartea autorului. În general însă, muzica lui Clementi devine din ce în ce mai populară în înregistrări. Atmosfera veselă, ușoară, luminoasă și spirituală a operelor sale pentru pian sună captivant pentru foarte mulți auditori moderni.

Note
1. 1 2  Muzio Clementi, Musicalics
2. 1 2  Muzio Clementi, Encyclopædia Britannica Online, accesat în 9 octombrie 2017
3. ↑  Autoritatea BnF, accesat în 10 octombrie 2015
4. ↑  „Muzio Clementi”, Gemeinsame Normdatei, accesat în 27 aprilie 2014
5. 1 2 3  Archivio Storico Ricordi, accesat în 3 decembrie 2020
6. ↑  Muzio Clementi, International Music Score Library Project, accesat în 9 octombrie 2017
7. ↑  Muzio Filippo Vincenzo Francesco Saverio Clementi, The Peerage, accesat în 9 octombrie 2017
8. 1 2 3 4 5 6 7  The Peerage
9. 1 2  Kindred Britain
10. 1 2  Czech National Authority Database, accesat în 1 martie 2022
11. ↑  IdRef, accesat în 4 martie 2020
12. ↑  CONOR.SI[*] Verificați valoarea |titlelink= (ajutor)